# Élections législatives hongroises de 2014
Les élections législatives hongroises du 6 avril 2014 sont un scrutin pourvoyant à la désignation des 199 députés siégeant à l'Assemblée nationale pour une législature — la septième depuis 1990 — de quatre ans.
Ces élections prennent place dans un cadre particulier puisqu'elles sont les premières depuis l'entrée en vigueur, en 2012, d'une nouvelle loi fondamentale, préparée par le gouvernement conservateur sortant dirigé par Viktor Orbán mais sévèrement critiquée par l'opposition parlementaire hongroise, l'Union européenne, le Conseil de l'Europe et une partie de la communauté internationale. En outre, une réforme législative, qui a diminué le nombre de parlementaires de 386 à 199, s'applique pour la première fois après ce scrutin.
Longtemps favorite dans les enquêtes d'opinion, la coalition conservatrice composée du Fidesz et du KDNP remporte largement ces élections, conservant la majorité des deux-tiers qu'elle détenait depuis son succès lors des précédentes élections législatives, en 2010. Le Premier ministre sortant, Viktor Orbán, est alors reconduit dans ses fonctions et forme, dans les mois suivants, son troisième gouvernement
Si la coalition de gauche plurielle emmenée par le socialiste Attila Mesterházy subit un revers consécutif à une première défaite lors du précédent scrutin parlementaire, le parti nationaliste Jobbik sort, pour sa part, renforcé de ces élections en obtenant un peu plus de 20 % des voix.

## La domination du Fidesz
À l'issue des élections législatives des 11 et 25 avril 2010, le Fidesz-Union civique hongroise (Fidesz-MPSz), le premier parti de l'opposition depuis huit ans, a largement remporté la majorité des sièges à l'Assemblée nationale de Hongrie (Országgyűlés), avec 263 députés sur 386, soit 68 % des sièges. Le Parti socialiste hongrois (MSzP), au pouvoir depuis 2008 et discrédité par sa politique de rigueur comme par les aveux de mensonge de l'ancien Premier ministre, Ferenc Gyurcsány, avait dû se contenter de 59 députés, seulement onze de plus que le Mouvement pour une meilleure Hongrie (Jobbik), un parti d'extrême droite. D'autre part, le parti La politique peut être différente (LMP), écologiste et libéral, avait surpris de par son notable résultat, obtenant 15 élus à la Diète.
Le 29 mai suivant, l'ancien Premier ministre et président du Fidesz, Viktor Orbán, était officiellement élu Premier ministre de Hongrie par l'Assemblée nationale, sur la proposition du président de la République, László Sólyom. Enfin, le 29 juin, le président du Parlement, Pál Schmitt, fut élu président de la République par la majorité du Fidesz ; cet ancien sportif olympique et diplomate promettait aux grands électeurs de soutenir le gouvernement, sans constituer un obstacle à toute procédure législative, assumant, de facto, son franc soutien à la politique du Premier ministre.
En 2011, le gouvernement Orbán II proposait à l'Assemblée l'approbation d'une nouvelle Loi fondamentale, d'obédience conservatrice, dans laquelle furent mis en valeur les racines chrétiennes du pays, le mariage entre un homme et une femme comme pilier fondateur de la famille et le patriotisme économique. Cette nouvelle Constitution, fort critiquée par l'Union européenne et une partie des intellectuels hongrois, fut cependant approuvée par les seuls députés membres du parti du Premier ministre.

## Loi électorale
En plus de la nouvelle Loi fondamentale, le gouvernement Orbán a aussi mis en place une réforme électorale. D'abord, les sièges de circonscriptions sont maintenant élus au scrutin à un tour (plutôt que deux), et sont réduits de 176 à 106, tandis que le nombre de sièges attribués à la proportionnelle descend de 146 à 93, et sont attribués selon une seule liste nationale, plutôt que par comitat. Les sièges nationaux sont quant à eux supprimés. Le nombre de sièges descend donc effectivement de 386 à 199, et le scrutin devient parallèle, plutôt que pleinement mixte.
La Diète, selon ce nouveau mode de scrutin, se compose donc de 199 députés, élus pour un mandat de quatre ans au suffrage universel direct, selon un mode de scrutin majoritaire mixte.
106 députés sont élus au scrutin uninominal majoritaire à un tour, chacun dans une circonscription. Les 93 autres sont désignés par un scrutin séparé sur liste nationale des partis, dont la répartition des sièges est faite selon un système de « compensation » pour lequel on ajoute aux suffrages du scrutin de liste nationale les suffrages « fragmentaires » (töredékszavazat) du scrutin uninominal, c'est-à-dire ceux qui n'ont pas permis aux différentes forces de remporter des sièges dans les circonscriptions, ainsi que toutes les voix du parti ayant remporté le siège qui dépassent le seuil nécessaire pour l'emporter, et on effectue la répartition selon le scrutin proportionnel d'Hondt.

## Campagne

### Partis en présence
| Force politique | Force politique | Idéologie                                                                                   | Chef de file                    | Score en 2010 |
| --------------- | --- | ------------------------------------------------------------------------------------------- | ------------------------------- | ------------- |
|                 | Fidesz-Union civique hongroise - Parti populaire démocrate-chrétien Fidesz – Magyar Polgári Szövetség - Kereszténydemokrata Néppárt | Droite à extrême droite National-conservatisme, démocratie chrétienne, conservatisme social | Viktor Orbán (Premier ministre) | 263 députés   |
|                 | Unité Összefogás | Centre gauche Social-démocratie, progressisme                                               | Attila Mesterházy               | 65 députés    |
|                 | Jobbik | Extrême droite Ultranationalisme, irrédentisme, antimondialiste                             | Gábor Vona                      | 47 députés    |
|                 | La politique peut être différente Lehet Más a Politika                                                                              | Centre Écologie politique                                                                   | András Schiffer                 | 15 députés    |

### Sondages

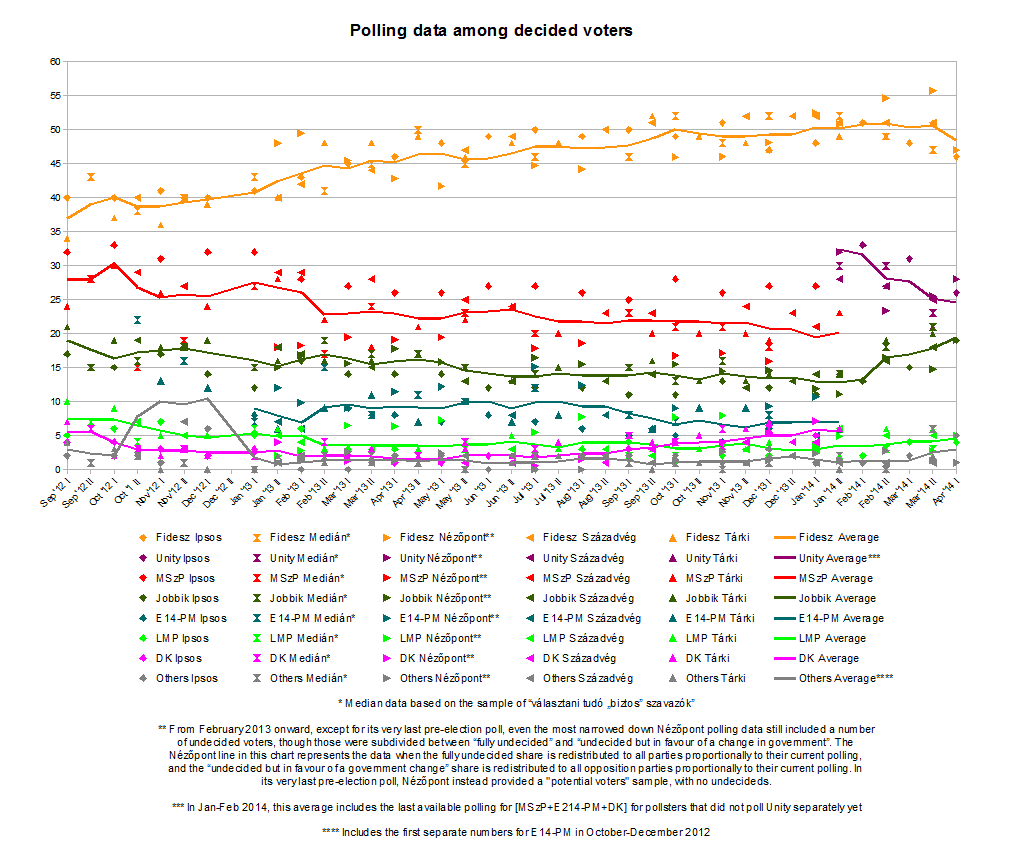
Soutien pour les principaux partis politiques hongrois parmi les électeurs décidés, telle que mesurée par les cinq institutions régulières de sondages.

| Instituts         | Date               | Fidesz-MPSz | MSzP   | Jobbik | LMP   | DK    | E2014 | Autres |
| ----------------- | ------------------ | ----------- | ------ | ------ | ----- | ----- | ----- | ------ |
| élections de 2010 | 11 & 25 avril 2010 | 52,7 %      | 19,3 % | 16,7 % | 7,5 % | –     | –     | 4,0 %  |
| Ipsos             | 22 janvier 2013    | 41 %        | 32 %   | 12 %   | 5 %   | 3 %   | 8 %   | 0 %    |
| Medián            | 23 janvier 2013    | 43 %        | 27 %   | 15 %   | 6 %   | 2 %   | 7 %   | 0 %    |
| Századvég         | 3 février 2013     | 40 %        | 29 %   | 18 %   | 5 %   | –     | 7 %   | 1 %    |
| Ipsos             | 18 février 2013    | 43 %        | 28 %   | 16 %   | 6 %   | 2 %   | –     | 6 %    |
| Századvég         | 18 février 2013    | 42 %        | 29 %   | 17 %   | 4 %   | –     | 6 %   | 2 %    |
| Tárki             | 27 février 2013    | 48 %        | 22 %   | 16 %   | 3 %   | 1 %   | 9 %   | 1 %    |
| Medián            | 28 février 2013    | 41 %        | 17 %   | 19 %   | 2 %   | 4 %   | 15 %  | 2 %    |
| Nézőpont          | 13 mars 2013       | 41 %        | 15 %   | 12 %   | 5 %   | 1 %   | 7 %   | 2 %    |
| Ipsos             | 18 mars 2013       | 45 %        | 27 %   | 14 %   | 3 %   | 2 %   | 9 %   | 0 %    |
| Tárki             | 27 mars 2013       | 48 %        | 18 %   | 16 %   | 3 %   | 3 %   | 11 %  | 1 %    |
| Századvég         | 29 mars 2013       | 44 %        | 28 %   | 15 %   | 3 %   | 1 %   | 8 %   | 1 %    |
| Medián            | 3 avril 2013       | 45 %        | 24 %   | 17 %   | 2 %   | 2 %   | 8 %   | 1 %    |
| Nézőpont          | 10 avril 2013      | 40 %        | 15 %   | 14 %   | 5 %   | 1 %   | 9 %   | 1 %    |
| Ipsos             | 18 avril 2013      | 46 %        | 26 %   | 14 %   | 3 %   | 1 %   | 8 %   | 1 %    |
| Tárki             | 24 avril 2013      | 49 %        | 21 %   | 17 %   | 3 %   | 2 %   | 7 %   | 1 %    |
| Medián            | 6 mai 2013         | 50 %        | 17 %   | 17 %   | 2 %   | 2 %   | 11 %  | 1 %    |
| Nézőpont          | 10 mai 2013        | 39 %        | 16 %   | 13 %   | 6 %   | 1 %   | 10 %  | 2 %    |
| Ipsos             | 16 mai 2013        | 48 %        | 26 %   | 14 %   | 2 %   | 1 %   | 7 %   | 1 %    |
| Tárki             | 29 mai 2013        | 46 %        | 22 %   | 15 %   | 4 %   | 3 %   | 10 %  | 0 %    |
| Századvég,        | 31 mai 2013        | 47 %        | 25 %   | 13 %   | 2 %   | 1 %   | 10 %  | 2 %    |
| Medián            | 5 juin 2013        | 45 %        | 23 %   | 15 %   | 3 %   | 4 %   | 10 %  | 0 %    |
| Ipsos             | 18 juin 2013       | 49 %        | 27 %   | 12 %   | 2 %   | 2 %   | 8 %   | 1 %    |
| Századvég         | 24 juin 2013       | 49 %        | 24 %   | 13 %   | 3 %   | 1 %   | 8 %   | 2 %    |
| Tárki             | 26 juin 2013       | 48 %        | 24 %   | 13 %   | 5 %   | 2 %   | 7 %   | 1 %    |
| Nézőpont          | 11 juillet 2013    | 39 %        | 13 %   | 12 %   | 4 %   | 0,4 % | 11 %  | 0 %    |
| Ipsos             | 16 juillet 2013    | 50 %        | 27 %   | 12 %   | 2 %   | 2 %   | 7 %   | 1 %    |
| Medián            | 21 juillet 2013    | 46 %        | 20 %   | 14 %   | 3 %   | 3 %   | 12 %  | 2 %    |
| Tárki             | 24 juillet 2013    | 48 %        | 20 %   | 15 %   | 3 %   | 4 %   | 8 %   | 2 %    |

### LeFidesz-KDNP
Le Fidesz, le parti au pouvoir, et son partenaire de coalition, le KDNP, se sont déclarés favorables aux baisses des prix des services publics à compter du mois de janvier. « Ils organiseront 119 forums à travers le pays avec la participation de plus de 30 hommes politiques », a déclaré, le 4 janvier 2014, le député Máté Kocsis. Un appel a été fait pour récolter des signatures visant à défendre ce que le gouvernement a réalisé, même si cela signifie de devenir militant pour la campagne parlementaire Fidesz, notant que la gauche se préparait à effacer les résultats des antérieurs de la baisse importante des prix des services publics. Un porte-parole de la Coalition démocratique a protesté contre l'utilisation de l'expression « équipe hongroise » dans les lettres invitant les Hongrois à des forums pour soutenir les militants qui défendent les réductions des prix des services publics. Le Premier ministre Viktor Orbán a envoyé des lettres aux hongrois qui soutenaient la coupe des prix du service public grâce à des signatures. Il a inscrit dans cette lettre « nous devons nous unir afin de réduire davantage les coûts des services publics des ménages ». « Si nous voulons protéger nos résultats mutuellement obtenus, nous devons nous réunir à nouveau. » La Fidesz a décidé de soumettre un projet de loi au Parlement sur la réduction des factures d'électricité des ménages en trois étapes cette année, par la voie de son chef de groupe parlementaire, Antal Rogán à Budapest le 25 janvier. En conséquence, les prix du gaz seront réduits de 6,5 % le 1er avril, les prix de l'électricité de 5,7 % le 1er septembre et le prix du chauffage urbain de 3,3 % le 1er octobre.
Le pro-gouvernemental Forum Unité civile (CDF) a envoyé une brochure en janvier 2014 pour tous les ménages hongrois dénonçant les huit années de gouvernement socialiste-libéral et les « sept péchés majeurs de la coalition Gyurcsány ». Ils ont également déclaré à la presse que le COF tiendrait une « marche de la paix » le 29 mars afin de démontrer les valeurs nationales, la souveraineté, l'institution de la famille et de la démocratie. 
Viktor Orbán a déclaré au parlement avant le début de la session de printemps le 3 février 2014 que « les tâches les plus importantes pour 2014 sont de protéger le régime du gouvernement, de réduire les factures d'électricité des ménages et même d'aller encore plus loin avec eux ». Il a déclaré que « les multinationales de Bruxelles, les banques et les bureaucrates préparent une nouvelle attaque contre les familles hongroises, mais nous n'accepterons pas cette injustice ou les doubles standards, et ne permettront pas des politiques au service de leur avidité d'avoir des bénéfices supplémentaires ». Orbán a insisté que la Hongrie est maintenant en meilleure position qu'il ya quatre ans et que sa performance est en constante amélioration. Le déficit budgétaire est resté inférieur à 3 % du PIB, et pour la première fois depuis le changement de régime, l'équilibre à la fois la balance commerciale et du compte courant s'améliore. L'inflation a atteint son taux le plus bas depuis 40 ans. Il a ajouté que le gouvernement a lancé un plan « ambitieux mais pas impossible » ayant pour but qu'un tiers des exportations de la Hongrie soit dirigé vers les marchés non européens en 2018.
Le 8 février 2014, le conseil de direction du parti a approuvé la liste nationale des partis au pouvoir des candidats aux élections, dirigé par le Premier ministre et chef du parti Viktor Orbán. Orbán est suivi sur la liste par le chef du KDNP, Zsolt Semjén, le président de l'Assemblée nationale, László Kövér, et le premier officier Márta Mátrai et d'un total de 150 candidats. Lors d'une conférence de presse, il n'a pas été exclu que l'alliance pourra de nouveau gagner les deux tiers des sièges aux élections législatives. Le parti au pouvoir a choisi le slogan « La Hongrie donne de meilleurs résultats grâce au gouvernement » et l'a adapté pour les affiches de la campagne. Le 16 février, Orbán a déclaré dans un discours devant des centaines de partisans que « nous savons très bien qu'il existe aujourd'hui deux chemins devant nous, nous devons choisir entre deux options, deux idéologies et deux forces de l'avenir ou du passé, c'est très simple : la construction de l'avenir, ou une restauration du post-communisme ».
Zsolt Nyitrai, le directeur des relations publiques de la Fidesz a annoncé, que les membres du cabinet et les candidats du parti entameront une tournée le 10 mars 2014 à travers le pays dans les quatre semaines jusqu'à l'élection générale. Des affiches électorales géantes de l'alliance Fidesz-KDNP sont portées sur quatre sujets : la protection de l'emploi et de création de lieux de travail, la défense de la valeur des pensions, la continuation de la baisse des prix des services publics et maintenir un système de subventions familiales. Nyitrai a déclaré que les candidats de la Fidesz ont reçu 2 050 000 signatures à ce jour.

### L'Unité
Les forces de l'opposition de centre gauche ont décidé de faire campagne sous un seul nom « Unité » (en hongrois : Összefogás) crée le 14 janvier 2014. Sur le bulletin de vote, tous les noms des partis (MSZP, E14, DK, MLP et PM) et leurs logos apparaîtront, mais ils vont coopérer dans la campagne avec une seule image. « Naturellement, aucun nouveau parti politique ne sera créé à la suite », a ajouté le communiqué.
Les socialistes ont élu le 25 janvier le chef du parti, Attila Mesterházy, comme candidat au poste de premier ministre pour les partis de l'alliance de Centre gauche. Il a reçu 99,7 % d'appui et les militants ont approuvé à l'unanimité l'alliance de cinq partis d'opposition signée plus tôt. Mesterházy a déclaré que seule l'unité de la gauche peut renverser le cabinet Orbán, que tous ceux qui souhaitant un changement doivent soutenir à la coalition Unité aux élections générales d'avril. Il souhaite que le gouvernement Fidesz-KDNP doit être écarté parce que ses politiques sont inacceptables dans une démocratie, irresponsables pour l'économie et préjudiciables à la société. Les Hongrois doivent décider s'ils veulent une république européenne moderne ou « la restauration de l'ère Horthy ». Attila Mesterházy dénonce le « pacte Orbán-Poutine » sur construction de nouveaux réacteurs à la centrale nucléaire de Paks comme un projet qui démontre tous les défauts de la Fidesz. Ce qui s'est passé à Paks est typique de ce qui se passe dans tout le pays, impliquant une personne de prendre des décisions derrière tout le monde est de retour dans une manière qui serait inconcevable dans un pays démocratique fondé sur la primauté du droit, a-t-il ajouté. Il a promis qu'une fois que si Unité remportait les élections, l'accord avec la Russie sur l'expansion de la centrale ne serait décidé qu'après un référendum. Mesterházy a également décrit la construction d'un mémorial dédié aux victimes de l'occupation allemande sur Szabadság tér à Budapest comme une « falsification de l'histoire ».
Le 2 février 2014, les dirigeants de l'Unité se sont réunis pour une manifestation à Budapest pour protester contre le projet de la centrale nucléaire de Paks. Gordon Bajnai a déclaré que les électeurs « doivent choisir un avenir » le 6 avril et que « nous pouvons choisir entre devenir un pays post-soviétique, un Orbanistan, ou... nous pouvons voter pour un État constitutionnel européen indépendant et démocratique, une Hongrie normale ». Ferenc Gyurcsány déclare que « nous rejetons que le premier ministre, qui se trouve être appelé Viktor Orbán, se comporte comme un baron et décide sur notre vie », et considère Viktor Orbán comme un « menteur et un traître ».
L'alliance de gauche a changé son nom de « Összefogás » pour « Kormányváltás » (changement de gouvernement) le 6 mars 2014.

### LeJobbik

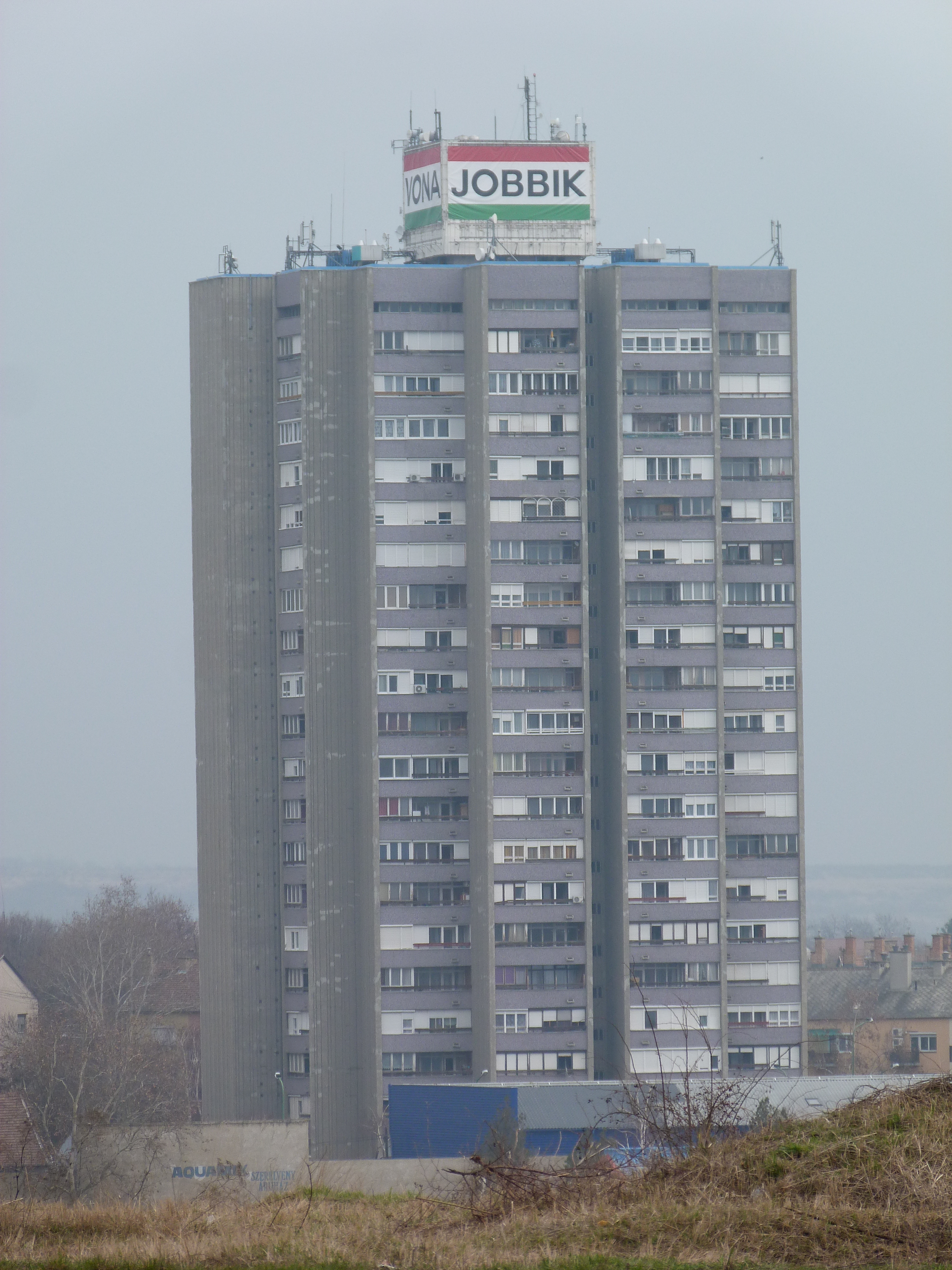
Affiche électorale sur immeuble à Gyöngyös, ville natale de Gábor Vona.

En novembre 2013, le chef du Jobbik, Gábor Vona, a exprimé son optimisme sur l'élection en révélant que le parti a prévu « pas moins que la victoire électorale en 2014 ». Il a fait valoir que les candidats Jobbik ont obtenu de très bons résultats aux élections locales et que les sondages démontraient que le Jobbik est le parti le plus populaire chez les électeurs âgés de moins de 35 ans. Vona a déclaré qu'environ 2 000 participants ont été invités à l'événement « l'état de la nation » organisé par le parti le 18 janvier 2014 à Budapest et que le Jobbik était prêt à gouverner la Hongrie. Il a déclaré que le parti nationaliste radical veut renverser toute la période de 24 ans depuis le changement de régime. Le parti a préparé son programme électoral surnommé « Ce que nous disons, nous allons le résoudre », qui met l'accent sur la garantie des moyens de subsistance des personnes, de la sécurité et de l'ordre. Vona a déclaré que son parti lancerait un référendum sur la protection des terres hongroise et sur la modification de du traité d'adhésion à l'Union européenne.
Le 26 janvier 2014, Vona a organisé un rassemblement à Hyde Park, à Londres, après des centaines de manifestants antifascistes britanniques avaient empêché les partisans du Jobbik d'accéder au lieu où il avait initialement prévu de s'exprimer près de la station de métro Holborn. Il a promis des emplois à la maison pour les Hongrois qui vivent et travaillent à Londres si son parti arrive au pouvoir lors de l'élection parlementaire d'avril. Il a dit à environ 150 personnes que le programme de son parti est basé sur la garantie des moyens d'existence des Hongrois, le maintien de la paix et de l'ordre. Il a ajouté que le Jobbik ne soumettra pas des projets qui différencient les citoyens en fonction de leur appartenance ethnique. Vona a vivement critiqué la loi électorale qui empêche les Hongrois vivant à l'étranger de voter par la poste à l'élection parlementaire.
Le Jobbik a tenu sa cérémonie de lancement de la campagne le 16 février 2014. Commentant sur la « coexistence hongrois-roms », il a déclaré que son parti divise la société en personnes honorables et déshonorables et que ce n'est pas la faute de Jobbik si les roms sont « plus représentés dans le dernier groupe ». Le porte-parole du parti, Dóra Duro a annoncé que la TVA sur les produits de base et de garde d'enfants sera réduite à 5 % si le parti entre au gouvernement et que les parents avec deux enfants ou plus bénéficieront d'importantes réductions fiscales.
Gábor Vona a déclaré le 1er mars 2014, le Jobbik « ne formera pas une coalition avec n'importe qui, quel que soit le résultat de l'élection parlementaire ». Il a dit qu'à la différence du Jobbik, ni le parti au pouvoir Fidesz, ni les socialistes de l'opposition n'avaient un vrai programme électoral. Il a déclaré : « cela démontre que les partis qui ont gagné la confiance de l'électeur plus d'une fois dans le passé attendent maintenant que cela se reproduise sans avancer un programme ». Les sondages de février, des médianes et Századvég ont montré que le Jobbik a augmenté son soutien électoral tandis que la Fidesz a perdu une partie de celui-ci et que celui l'Unité est resté inchangé.

## Résultats

### Tableau général
|                           |                                                   |                                                   |                    |                    |                    |                    |                 |                 |                 |                 |       |               |  |  |
| Partis                    | Partis                                            | Partis                                            | Scrutin uninominal | Scrutin uninominal | Scrutin uninominal | Scrutin uninominal | Proportionnelle | Proportionnelle | Proportionnelle | Proportionnelle | Total | +/-           |  |  |
| Partis                    | Partis                                            | Partis                                            | Voix               | %                  | Sièges             | +/-                | Voix            | %               | +/-             | Sièges          | Total | +/-           |  |  |
|                           |                                                   | Fidesz-Union civique hongroise (Fidesz)           | 2 165 342          | 44,11              | 96                 | 77                 | 2 264 780       | 44,87           | 7,86            | 37              | 117   | 110           |  |  |
|                           | Parti populaire démocrate-chrétien (KDNP)         | 16                                                | 2 165 342          | 44,11              | 96                 | 77                 | 2 264 780       | 44,87           | 7,86            | 37              | 20    |               |  |  |
| Total Fidesz-KDNP         | Total Fidesz-KDNP                                 | 133                                               | 2 165 342          | 44,11              | 96                 | 77                 | 2 264 780       | 44,87           | 7,86            | 37              | 130   |               |  |  |
|                           |                                                   | Parti socialiste hongrois (MSZP)                  | 1 317 879          | 26,85              | 10                 | 8                  | 1 290 806       | 25,57           | 6,27            | 28              | 29    | 30            |  |  |
|                           | Coalition démocratique (DK)                       | 4                                                 | 1 317 879          | 26,85              | 10                 | 8                  | 1 290 806       | 25,57           | 6,27            | 28              | Nv.   |               |  |  |
|                           | Ensemble (Együtt)                                 | 3                                                 | 1 317 879          | 26,85              | 10                 | 8                  | 1 290 806       | 25,57           | 6,27            | 28              | Nv.   |               |  |  |
|                           | Parti du dialogue (PM)                            | 1                                                 | 1 317 879          | 26,85              | 10                 | 8                  | 1 290 806       | 25,57           | 6,27            | 28              | Nv.   |               |  |  |
|                           | Parti libéral hongrois (MLP)                      | 1                                                 | 1 317 879          | 26,85              | 10                 | 8                  | 1 290 806       | 25,57           | 6,27            | 28              | Nv.   |               |  |  |
| Total Unité (Ös)          | Total Unité (Ös)                                  | 38                                                | 1 317 879          | 26,85              | 10                 | 8                  | 1 290 806       | 25,57           | 6,27            | 28              | 30    |               |  |  |
|                           | Jobbik                                            | Jobbik                                            | 1 000 637          | 20,39              | 0                  | en stagnation      | 1 020 476       | 20,22           | 3,55            | 23              | 23    | 24            |  |  |
|                           | La politique peut être différente (LMP)           | La politique peut être différente (LMP)           | 244 191            | 4,97               | 0                  | en stagnation      | 269 414         | 5,34            | 2,14            | 5               | 5     | 11            |  |  |
|                           | Parti ouvrier hongrois (MM)                       | Parti ouvrier hongrois (MM)                       | 12 712             | 0,26               | 0                  | en stagnation      | 28 323          | 0,56            | 0,47            | 0               | 0     | en stagnation |  |  |
|                           | Mouvement La Patrie n'est pas à vendre (AHNE)     | Mouvement La Patrie n'est pas à vendre (AHNE)     | 23 037             | 0,47               | 0                  | en stagnation      | 23 507          | 0,47            | Nv.             | 0               | 0     | en stagnation |  |  |
|                           | Alliance de Maria Seres (SMS)                     | Alliance de Maria Seres (SMS)                     | 20 229             | 0,41               | 0                  | en stagnation      | 22 219          | 0,44            | 0,45            | 0               | 0     | en stagnation |  |  |
|                           | Parti des Verts (ZÖP)                             | Parti des Verts (ZÖP)                             | 9 392              | 0,19               | 0                  | en stagnation      | 18 557          | 0,37            | Nv.             | 0               | 0     | en stagnation |  |  |
|                           | Parti social démocrate civique hongrois (SocDems) | Parti social démocrate civique hongrois (SocDems) | 12 232             | 0,25               | 0                  | en stagnation      | 15 073          | 0,30            | Nv.             | 0               | 0     | en stagnation |  |  |
|                           | Ensemble 2014 (E2014)                             | Ensemble 2014 (E2014)                             | 6 361              | 0,13               | 0                  | en stagnation      | 14 085          | 0,28            | Nv.             | 0               | 0     | en stagnation |  |  |
|                           | Parti de la santé et du sport (SEM)               | Parti de la santé et du sport (SEM)               | 11 746             | 0,24               | 0                  | en stagnation      | 12 563          | 0,25            | Nv.             | 0               | 0     | en stagnation |  |  |
|                           | Autres partis                                     | Autres partis                                     | 72 004             | 1,47               | 0                  | en stagnation      | 67 560          | 1,34            | –               | 0               | 0     | en stagnation |  |  |
|                           | Indépendants                                      | Indépendants                                      | 12 850             | 0,26               | 0                  | 1                  |                 |                 |                 |                 | 0     | 1             |  |  |
|                           |                                                   |                                                   |                    |                    |                    |                    |                 |                 |                 |                 |       |               |  |  |
| Suffrages exprimés        | Suffrages exprimés                                | Suffrages exprimés                                | 4 908 612          | 98,90              |                    |                    | 5 047 363       | 99,09           |                 |                 |       |               |  |  |
| Votes blancs et invalides | Votes blancs et invalides                         | Votes blancs et invalides                         | 54 728             | 1,10               | 46 173             | 0,91               |                 |                 |                 |                 |       |               |  |  |
| Total                     | Total                                             | Total                                             | 4 967 881          | 100                | 106                | 70                 | 5 096 524       | 100             | –               | 93              | 199   | 187           |  |  |
| Abstentions               | Abstentions                                       | Abstentions                                       | 3 273 607          | 39,72              |                    |                    | 3 144 964       | 38,16           |                 |                 |       |               |  |  |
| Inscrits/Participation    | Inscrits/Participation                            | Inscrits/Participation                            | 8 241 488          | 60,28              | 8 241 488          | 61,84              |                 |                 |                 |                 |       |               |  |  |

### Analyse
La réforme du système électoral semble avoir profité au Fidesz, puisque la comparaison des pourcentages de voix en 2010 et en 2014 indique un recul du Fidesz bien supérieur à sa perte en pourcentage de sièges, alors que la progression en voix de la gauche est assez nettement supérieure à son gain en pourcentage de sièges. Il est à noter que le Fidesz réalise un score en voix inférieur aux élections de 2002 et 2006, deux années marquées par sa défaite. Le système est encore plus injuste pour le Jobbik, qui progresse en pourcentage de voix, mais régresse proportionnellement en sièges.
Outre le passage de 176 à 106 circonscriptions électorales, l'une des modifications du système électoral les plus importantes pour le résultat final est la nouvelle « compensation au gagnant » (győzteskompenzáció), sans laquelle le Fidesz, avec 7 sièges de moins, aurait perdu la majorité qualifiée des deux tiers nécessaire à l'adoption des lois « organiques » et des modifications de la Constitution : il s'agit du fait que les votes « fragmentaires » (votes « perdus » utilisés en compensation en les ajoutant aux votes de liste nationale des partis) ne sont plus seulement les votes des perdants du scrutin uninominal, mais aussi les votes dont les gagnants n'ont pas eu besoin pour l'emporter.

### Conséquences
Grâce à cette « victoire éclatante », le Fidesz de Viktor Orbán est assuré de conserver sa majorité des deux tiers au Parlement. Gordon Bajnai, ancien Premier ministre et chef de l'alliance de la gauche et libérale, évoque une défaite « cuisante ». Le parti nationaliste Jobbik est renforcé et obtient 20 % des voix.